# Максим-Тобу
Максим-Тобу (кирг. Максим-Тобу) — село в Араванском районе Ошской области Кыргызстана. Входит в состав Чек-Абадского айылного аймака.

## География
Село расположено в западной части области, на расстоянии приблизительно 1 километра (по прямой) к западу от села Араван, административного центра района. Абсолютная высота — 659 метров над уровнем моря.

## Население
Согласно оценочным данным Национального статистического комитета Кыргызской Республики, численность населения села на начало 2023 года составляла 870 человек.
| год     | 2009 | 2014 | 2015 | 2020 | 2021 | 2023 |
| ------- | ---- | ---- | ---- | ---- | ---- | ---- |
| человек | 673  | 748  | 770  | 818  | 821  | 870  |